# Plan de Ayala, Chicomuselo
Plan de Ayala är en ort i Mexiko.   Den ligger i kommunen Chicomuselo och delstaten Chiapas, i den sydöstra delen av landet, 800 km sydost om huvudstaden Mexico City. Plan de Ayala ligger 701 meter över havet och antalet invånare är 276.
Terrängen runt Plan de Ayala är bergig åt sydväst, men åt nordost är den kuperad. Plan de Ayala ligger nere i en dal. Runt Plan de Ayala är det ganska glesbefolkat, med 36 invånare per kvadratkilometer. Närmaste större samhälle är Grecia, 12,4 km nordost om Plan de Ayala. I omgivningarna runt Plan de Ayala växer huvudsakligen savannskog.